# Mehdi Bounou
Mehdi Bounou (2 mei 1997) is een Belgisch profvoetballer die als middenvelder speelt voor Sporting Hasselt.

## Clubcarrière
Bounou maakte op 8 januari 2017 zijn profdebuut voor OH Leuven. Hij startte toen in de uitwedstrijd tegen Union SG. Na het seizoen 2016-2017 werd hij transfervrij vertrokken naar KSK Heist.
Op 24 augustus kwam Mehdi transfervrij over van Heist naar SC Eendracht Aalst. Na één seizoen gespeeld te hebben, zat hij op 1 juli 2019 een maand zonder club. 
Bounou tekende op 1 augustus 2019 een contract bij Sporting Hasselt. Waarna hij na één seizoen een vierjarig contract tekende bij Patro Eisden Maasmechelen. 
Aan het begin van 2024 gaf Bounou zelf aan dat hij meer speelminuten wou, daarom vertrok hij voor de rest van het seizoen 2023/24 naar Belisia Bilzen op uitleenbasis.
Toen Bounou einde contract was bij Patro Eisden in de zomer van 2024, had Belisia Bilzen hem een contract voorgelegd. Belisia vertelde aan de krant dat hij zijn woord al had gegeven. Niettemin tekende Bounou een driejarig contract bij zijn ex-club Sporting Hasselt.

## Clubstatistieken
bijgewerkt tot 31 januari 2025
| Seizoen         | Club               | Land            | Competitie       | Competitie | Competitie | Beker | Beker | Totaal | Totaal |
| Seizoen         | Club               | Land            | Competitie       | Wed.       | Dlp.       | Wed.  | Dlp.  | Wed.   | Dlp.   |
| --------------- | ------------------ | --------------- | ---------------- | ---------- | ---------- | ----- | ----- | ------ | ------ |
| 2016/17         | OH Leuven          | Vlag van België | Eerste klasse B  | 1          | 0          | 1     | 0     | 2      | 0      |
| 2017/18         | KSK Heist          | Vlag van België | Eerste Nationale | 18         | 2          | 2     | 1     | 20     | 3      |
| 2018/19         | SC Eendracht Aalst | Vlag van België | Eerste Nationale | 23         | 0          | 1     | 1     | 24     | 1      |
| 2019/20         | Sporting Hasselt   | Vlag van België | Tweede Nationale | 15         | 4          | –     | –     | 15     | 4      |
| 2020/21         | Patro Eisden       | Vlag van België | Eerste Nationale | 1          | 0          | –     | –     | 1      | 0      |
| 2021/22         | Patro Eisden       | Vlag van België | Eerste Nationale | 26         | 4          | –     | –     | 26     | 4      |
| 2022/23         | Patro Eisden       | Vlag van België | Eerste Nationale | 35         | 7          | 2     | 0     | 37     | 7      |
| 2023/24         | Patro Eisden       | Vlag van België | Eerste klasse B  | 12         | 0          | 2     | 0     | 14     | 0      |
| 2023/24         | → Belisia Bilzen   | Vlag van België | Eerste Nationale | 14         | 6          | –     | –     | 14     | 6      |
| 2024/25         | Sporting Hasselt   | Vlag van België | Eerste Nationale | 17         | 6          | 1     | 0     | 18     | 6      |
| Carrière totaal | Carrière totaal    | Carrière totaal | Carrière totaal  | 162        | 29         | 9     | 2     | 171    | 31     |